# Bigorne (Portugal)
Pour les articles homonymes, voir Bigorne.
Bigorne est une ancienne paroisse civile portugaise (en portugais : freguesia) de la municipalité de Lamego dans le district de Viseu.
La loi no 11-A/2013 du 28 janvier 2013, portant réorganisation administrative du territoire des freguesias, fusionne Bigorne avec les paroisses voisines de Magueija et Pretarouca pour former l’União das freguesias de Bigorne, Magueija e Pretarouca (dont le siège est à Magueija).